# Fort Jones
Fort Jones és una població dels Estats Units a l'estat de Califòrnia. Segons el cens del 2009 tenia 646 habitants.

## Demografia
Segons el cens del 2000, Fort Jones tenia 660 habitants, 298 habitatges, i 185 famílies. La densitat de població era de 424,7 habitants/km².
Dels 298 habitatges en un 28,9% hi vivien nens de menys de 18 anys, en un 44,6% hi vivien parelles casades, en un 12,8% dones solteres, i en un 37,6% no eren unitats familiars. En el 33,6% dels habitatges hi vivien persones soles el 17,8% de les quals corresponia a persones de 65 anys o més que vivien soles. El nombre mitjà de persones vivint en cada habitatge era de 2,21 i el nombre mitjà de persones que vivien en cada família era de 2,81.
Per edats la població es repartia de la següent manera: un 23,6% tenia menys de 18 anys, un 6,8% entre 18 i 24, un 23,3% entre 25 i 44, un 24,1% de 45 a 60 i un 22,1% 65 anys o més.
L'edat mediana era de 43 anys. Per cada 100 dones de 18 o més anys hi havia 88,1 homes.
La renda mediana per habitatge era de 21.563 $ i la renda mediana per família de 25.625 $. Els homes tenien una renda mediana de 31.058 $ mentre que les dones 16.875 $. La renda per capita de la població era de 15.301 $. Entorn del 23,3% de les famílies i el 26% de la població estaven per davall del llindar de pobresa.

## Poblacions més properes
El següent diagrama mostra les poblacions més properes.